# NGC 3761
NGC 3761 је елиптична галаксија у сазвежђу Лав која се налази на NGC листи објеката дубоког неба.
Деклинација објекта је + 22° 59' 33" а ректасцензија 11h 36m 44,1s. Привидна величина (магнитуда) објекта NGC 3761 износи 14,3 а фотографска магнитуда 15,3. NGC 3761 је још познат и под ознакама CGCG 127-1, NPM1G +23.0266, PGC 35933.